# Droceta
Droceta là một chi bướm đêm thuộc họ Tortricidae.

## Các loài
- Droceta cedrota (Meyrick, 1908)